# Fiesta (Film)
Fiesta ist ein französischer Spielfilm aus dem Jahr 1995 nach einem Roman von José Luis de Vilallonga. Er behandelt die Erlebnisse eines sechzehnjährigen Jungen im Spanischen Bürgerkrieg.

## Handlung
Der junge Rafael wird von seinem Vater aus dem Internat geholt und einer Einheit der Nationalisten zugeteilt, die in einem Kloster hinter der Front Erschießungen vornimmt. Dadurch soll er den Tod kennenlernen und vor seinem ersten Fronteinsatz abgehärtet werden. Der zum Gehorsam erzogene Rafael ist zunächst eifrig dabei, mit den Feinden Francos kurzen Prozess zu machen, hinterfragt seine Tätigkeit mit der Zeit aber immer mehr. Als ein fünfzehnjähriges Mädchen – die Tochter eines gegnerischen Anführers – exekutiert werden soll, lässt er die Gefangene frei und wird daraufhin an die Front versetzt.

## Kritik
Der film-dienst befand: „In der Hauptrolle überzeugend gespieltes Drama, das schonungslos aufzeigt, welchen psychischen Belastungen die Teilnehmer des Bürgerkriegs ausgesetzt sind.“

## Auszeichnungen
- 1996 nominiert für den César in der Kategorie „Bester Schauspieler“ (Jean-Louis Trintignant).
- 1997 auf dem Filmfestival von San José ausgezeichnet als „Bester Film“.